# El Nuevo Manantial, Veracruz
El Nuevo Manantial är en ort i Mexiko.   Den ligger i kommunen Tres Valles och delstaten Veracruz, i den sydöstra delen av landet, 300 km öster om huvudstaden Mexico City. El Nuevo Manantial ligger 44 meter över havet och antalet invånare är 564.
Terrängen runt El Nuevo Manantial är platt. Runt El Nuevo Manantial är det ganska tätbefolkat, med 75 invånare per kvadratkilometer. Närmaste större samhälle är Colonia Adolfo Ruiz Cortines, 6,9 km öster om El Nuevo Manantial. Omgivningarna runt El Nuevo Manantial är en mosaik av jordbruksmark och naturlig växtlighet.